# 統帥青鳳蝶
統帥青鳳蝶（學名：Graphium agamemnon，別名：綠斑鳳蝶、短尾青鳳蝶、小紋青帶鳳蝶、小紋玳環鳳蝶、黃蘭蝶、黃蘭樟鳳蝶、小紋玳瑁）在台灣又名翠斑青鳳蝶，是鳳蝶科青鳳蝶屬的一種蝴蝶。分佈於東洋界及澳新界，包括南亞、東南亞、中南半島、華西、華南、華東、新幾內亞、澳大利亞東北部、所羅門群島等地。模式產地為中國廣東。
一年多代。成蝶飛翔快速，好訪花。翅膀上佈滿細碎的綠色斑紋，有翅尾。雄蝶的翅尾較短，後翅內緣反捲，內有白色長毛。幼蟲的寄主為木蘭科白蘭及番荔枝科假鷹爪等植物。

## 語源
拉丁學名的種小名「agamemnon」源自古希臘語「Ἀγαμέμνων」（Agamémnōn），即阿加曼農（Agamemnon）。是古希臘文學荷馬史詩中的希臘遠征軍統帥，希臘邁錫尼國王。

## 分佈
中國大陸（雲南、浙江、福建、廣東、海南、廣西）、香港、台灣、印度、緬甸、印度尼西亞、馬來西亞、巴布亞新畿內亞、所羅門群島、澳大利亞等。

## 形態
雌雄斑紋色彩相同。驅體褐色，背中央有一黑褐色帶由頭部實穿全身直到腹端，黑褐色帶兩側鑲有淺綠色毛形成的縱走條紋，腹面呈白色。腹部側面有一列黑色斑點。前翅翅頂明顯突出，外緣呈波浪狀。後翅外緣呈波浪狀，M3脈末端有一指狀尾突。翅背面底色呈暗褐色，翅面布滿半透明淺綠色斑點及條紋。翅腹面有由粉紅色及暗色鱗組成的複雜圖案。雄蝶後翅具有內生白色長毛的內緣褶，雌蝶則否。雌蝶後翅尾突通常較長。
| - 卵 - 1-2齡幼蟲 - 3齡幼蟲 - 4齡幼蟲 - 前蛹 - 蛹 |

## 習性
多世代性蝶種。棲地包括海拔0－700米間的常綠闊葉林、熱帶季風林、熱帶雨林、海岸林和都市林環境。成蝶飛翔活潑敏捷，好訪花。
| - 停棲 - 訪花 - 吸水 - 交尾 |

卵一般散產在寄主葉上面，剛孵化幼蟲會把卵殼全部吃掉。幼蟲會一直停留在葉上面，接近中脈位置，並以腹部末端指向葉邊緣或葉尖方向停留，停留時頭胸部抬起，只用腹足支撑。在葉片或葉柄下方化蛹。

## 文獻
- Hill, D.S., Johnson, G., Bascombe, M.J., 1978. Annotated Checklist of Hong Kong Butterflies. Memoirs of the Hong Kong Natural History Society 11: 1-62.
- Walthew, 1997, The Status and Flight Periods of Hong Kong Butterflies, Porcupine! 16: 34-37
- Bascombe, M.J., Johnston, G., Bascombe, F.S. 1999. The butterflies of Hong Kong. Academic Press.

21世紀
- 楊建業, 饒戈. 2002. 香江蝶影. 萬里機構萬里書店出版.

## 外部連結
- 维基共享资源上的相關多媒體資源：統帥青鳳蝶
- 維基物種上的相關：統帥青鳳蝶
- 統帥青鳳蝶 - 香港生物多樣性數據庫 （繁體中文）
- Graphium agamemnon agamemnon （页面存档备份，存于） - Butterflies in Indo-China （英文）
- Graphium agamemnon （页面存档备份，存于） - nic.funet.fi （英文）
- Graphium agamemnon （页面存档备份，存于） - Catalogue of Life （英文）